# Platyina nebulifera
Platyina nebulifera är en tvåvingeart som beskrevs av Malloch 1927. Platyina nebulifera ingår i släktet Platyina och familjen fritflugor.
Artens utbredningsområde är Tasmanien. Inga underarter finns listade i Catalogue of Life.